# Сагайдачный, Павел Порфирьевич
Павел Порфирьевич Сагайдачный (4 августа 1922, село Княжичи, ныне Сумская область — 13 мая 2009) — командир отделения разведки 314-го артиллерийского полка 149-й Новгород-Волынской Краснознамённой стрелковой дивизии 3-й гвардейской армии 1-го Украинского фронта. Генерал-майор. Герой Советского Союза.

## Биография
Родился 4 августа 1922 года в селе Княжичи ныне Ямпольского района Сумской области в семье крестьянина. Украинец. Член ВКП(б)/КПСС с 1944 года. В 1938 году окончил 7 классов. Затем переехал в город Орджоникидзе Украинской ССР, где работал на кирпичном заводе слесарем. В 1941 году возвратился в родное село.
В Красной Армии с 1941 года. Участник Великой Отечественной войны с августа 1941 года. Сражался на Западном, Центральном, Белорусском и 1-м Украинском фронтах. Был девять раз ранен и трижды контужен. Командир отделения разведки 314-го артиллерийского полка старший сержант Павел Сагайдачный под огнём противника с 4 по 12 августа 1944 года вплавь и на подручных средствах 8 раз переправлялся через реку Висла в районе населённого пункта ДембноСсылку нужно исправить, потому что этот город Дембно находится не на Висле, а в нескольких сотнях километров западнее, доставляя командованию важные разведданные.
Указом Президиума Верховного Совета СССР от 21 февраля 1945 года за мужество и отвагу, проявленные при форсировании Вислы, старшему сержанту Сагайдачному Павлу Порфирьевичу присвоено звание Героя Советского Союза с вручением ордена Ленина и медали «Золотая Звезда».
После войны продолжал службу в рядах Вооруженных Сил СССР. В 1945 году окончил Харьковское танковое училище. Служил в Германии, во Львове, в западно-украинских гарнизонах. С 1954 года капитан П. П. Сагайдачный — в запасе. Вернулся на родину. Жил в городе Сумы. Скончался 13 мая 2009 года. Похоронен на Засумском кладбище в Сумах.
Генерал-майор. Награждён орденами Ленина, Отечественной войны 1-й степени, Красной Звезды, медалями.

## Память
Почётный гражданин посёлка городского типа Ямполь. В городе Сумы, в начале улицы имени Героев Сталинграда, создана аллея Славы, где представлены портреты 39 Героев Советского Союза, чья судьба связана с городом Сумы и Сумским районом, среди которых и портрет Героя Советского Союза П. П. Сагайдачного.